# 卡尔·冯·费舍尔-托伊恩费尔德

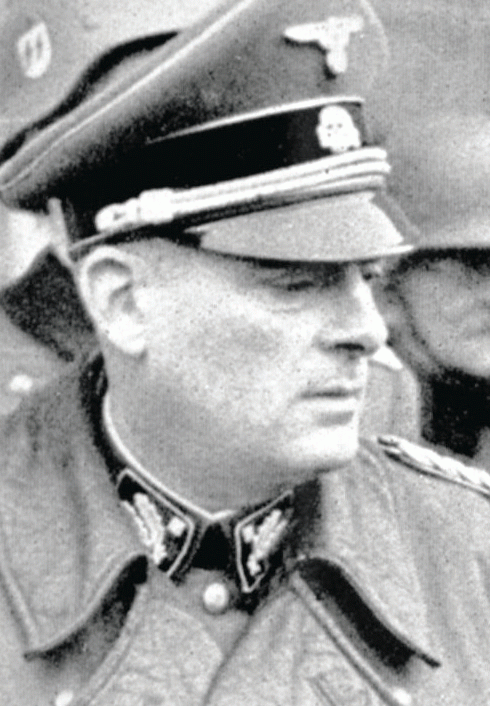
卡尔·冯·费舍尔-托伊恩费尔德

卡尔·弗赖赫尔·冯·费舍尔-托伊恩费尔德（Karl Freiherr von Fischer-Treuenfeld，1885年3月31日—1946年6月7日）是一位纳粹德国武装党卫队旅级指挥官。在巴巴羅薩行動期间先后指挥党卫队第2步兵旅和党卫队第1步兵旅指揮官，参与过对犹太人、共产党以及游击队员的屠杀。后来，他又指挥親衛隊第10師。1946年，在被美方关押期间，托伊恩费尔德自杀。